# Station Rynarzewo
Station Rynarzewo is een spoorwegstation in de Poolse plaats Rynarzewo.